# Sphaeromatidea
Sphaeromatidea zijn een onderorde van pissebedden.

## Taxonomie
De volgende taxa worden bij de onderorde ingedeeld:
- Familie Archaeoniscidae Haack, 1918 †
- Superfamilie Seroloidea Dana, 1852
  - = Serolidea Dana, 1852
  - Familie Basserolidae Brandt & Poore, 2003
  - Familie Bathynataliidae Kensley, 1978
  - Familie Plakarthriidae Hansen, 1905
    - = Chelonidiidae Pfeffer, 1887

  - Familie Schweglerellidae Brandt, Crame, Polz & Thomson, 1999 †
  - Familie Serolidae Dana, 1852
  - Familie Tricarinidae Feldmann, Kolahdouz, Biranvand & Schweigert, 2007 †
- Superfamilie Sphaeromatoidea Latreille, 1825
  - Familie Ancinidae Dana, 1852
  - Familie Sphaeromatidae Latreille, 1825
    - = Sphaeromidae

  - Familie Tecticipitidae Iverson, 1982
  - Familie Sphaeromatoidea incertae sedis
- Infraorde Sphaeromatidea incertae sedis †
  - Geslacht Brunnella Polz, 2005 †
  - Geslacht Unusuropode Duarte & Santos, 1962 †